# Laizé
Laizé település Franciaországban, Saône-et-Loire megyében. Lakosainak száma 1135 fő (2022. január 1.). Laizé Clessé, Charbonnières, Hurigny, Mâcon, La Roche-Vineuse, Saint-Maurice-de-Satonnay és Verzé községekkel határos.

## Népesség
A település népességének változása:
| Lakosok száma | 1088 | 1092 | 1138 | 1087 | 1085 | 1087 | 1091 | 1115 | 1135 |
|               | 2013 | 2015 | 2016 | 2017 | 2018 | 2019 | 2020 | 2021 | 2022 |